# Gregori Hajns
Gregori Oliver Hajns (14. februar 1946 – 9, avgust 2003) bio je američki plesač, glumac, koreograf i pevač. On se smatra jednim od najslavnijih step plesača svih vremena.
Hajns je glumeo u više od 40 filmova, a takođe je tokom života ostavio svoj pečat na Brodveju. On je dobitnik mnogih priznanja, uključujući Emi nagradu za dnevnu emiju, nagradu za dramski nastup i nagradu Toni, kao i nominacija za nagradu ceha filmskih glumaca i četiri nagrade Emi za udarne termine.

## Detinjstvo i mladost
Hajns je rođen u Njujork Sitiju 14. februara 1946 od majke Alme Ajole (Loles) i Morisa Roberta Hajnsa. On je plesač, muzičar i glumac, koji je odrastao u Šugar Hil kvartu Harlema. Hajns je počeo da stepuje kad mu je bilo dve godine, a počeo je da poluprofesionalno pleše u svojoj petoj godini. Nakon toga, on i njegov stariji brat Moris su zajedno izvodili, studirajući sa koreografom Henrijem Letangom.
Gregori i Moris su isto tako studirali sa veteranima step plesa, kao što su Hauard Sims i Braća Nikolas dok su nastupali na istim događajima. Dva brata bila su bila poznata kao „The Hines Kids”. Oni su nastupali u noćnim klubovima kao što je Koton klub u Mijamiju sa Kab Kalovajom. Kasnije su bili poznati kao „The Hines Brothers”.
Kad im se otac pridružio kao bubnjar, ime je ponovo promenjeno u „Hines, Hines, and Dad” 1963. godine.

## Karijera

### Stepovanje
Hajns je bio strastveni improvizator tap koraka, zvukova stepovanja i tap ritmova. Njegova improvizacija je bila poput bubnjara, koji radi solo i smišlja ritmove. Takođe je improvizovao fraziranje brojnih tap koraka, uglavnom na osnovu proizvedenog zvuka. Kao opušteni igrač, obično je nosio široke pantalone i užu košulju.
Iako je nasledio korene i tradiciju crnačkog ritmičkog stepovanja, promovisao je i novu crnu ritmiku. „Namerno je izbrisao tempo“, napisala je istoričarka stepovanja Sali Somer, „bacajući niz ritmova poput kamenčića bačenih po podu. U tom trenutku, uskladio je tap sa najnovijim eksperimentima slobodnog oblika u džezu i novoj muzici i postmodernom plesu."
Tokom svoje karijere, Hajns je želeo i nastavio da bude zagovornik stepovanja u Americi. Uspešno je podneo peticiju za stvaranje Nacionalnog dana stepovanja u maju 1989. godine, koji se sada obeležava u četrdeset gradova u Sjedinjenim Državama, kao i u osam drugih nacija. Bio je u upravnom odboru Menhetn tapa, član džez step ansambla i član Američke fondacije za stepovanje, koja se ranije zvala Američki orkestar stepovanja.
Godine 1989, kreirao je i vodio specijalnu emisiju PBS-a pod nazivom "Gregori Hajnsovo stepovanje u Americi", u kojoj su učestvovali različiti step plesači kao što su Savion Glover i Bani Brigs.
Godine 1990, Hajns je posetio svog idola (i Tap kolegu) Samija Dejvisa mlađeg, koji je umirao od raka grla i nije mogao da govori. Nakon što je Dejvis umro, emotivni Hajns je na Dejvisovoj sahrani govorio o tome kako je Sami učinio gest za njega, „kao da dodaje košarkašku loptu... i ja sam je uhvatio“. Hajns je govorio o časti da je Sami mislio da bi Hajns mogao da nastavi tamo gde je stao.
Putem svog podučavanja on je uticao na plesače stepa kao što su Savion Glover, Dajan Voker, Ted Levi i Džejn Goldberg. U intervjuu za Njujork Tajms 1988. godine, Hajns je izjavio da je sve što je radio uticalo na njegov ples: „moje pevanje, moja gluma, moje vođenje ljubavi, moje roditeljstvo.”

### Muzika
Hajns je nastupao kao pevač i muzičar u rok bendu Sevrans sa sedištem u Veneciji u Los Anđelesu 1975. i 1976. Sevrans je bio jedan od kućnih bendova u originalnom muzičkom klubu pod nazivom Honki Hogis Handi Hengaut, inače poznatom kao 4H Klub. Sevrans je izdao svoj istoimeni debi album za Largo Rekords (podružnica GNP Krescendo) 1976. godine.
Godine 1986, pevao je u duetu sa Luterom Vandrosom pod nazivom „There's Nothing Better Than Love”, koji je dostigao prvo mesto na Bilbordovoj R&B listi. Ohrabren svojim prvim uspehom na listi, Hajns je kasnije objavio svoj istoimeni debi album na Epiku 1988. uz veliku Vandrosovu podršku. Ovaj album je proizveo singl „That Girl Wants to Dance with Me” koji je napisao Vandros, koji je dostigao vrhunac na #8 na Bilboard Hot 100 u maju 1988.

### Film i televizija
Godine 1981, Hajns je debitovao na filmu History of the World, Part I Mela Bruksa, prvi deo, zamenivši Ričarda Prajora, koji je prvobitno dobio ulogu, ali je zadobio teške opekotine u požaru u kući samo nekoliko dana pre nego što je trebalo da počne snimanje. Madlin Kan, koja je takođe glumila u filmu, predložila je reditelju Melu Bruksu da razmotri Hajnsa za ulogu nakon što su saznali za Prajorovu hospitalizaciju. Kasnije te godine pojavio se u horor filmu Wolfen.
Hajnsov vrhunac kao glumac došao je sredinom 1980-ih. Imao je veliku ulogu u The Cotton Club (1984), gde su on i njegov brat Moris (u Morisovom jedinom filmu) igrali step duo iz 1930-ih koji podseća na braću Nikolas. Hajns je glumio sa Mihail Barišnjikovim u filmu White Nights iz 1985. i glumeo je sa Bilijem Kristalom u filmu prijatelja policajaca Running Scared iz 1986. On je glumio u filmu Tap iz 1989. godine pored Samija Dejvisa mlađeg (u Dejvisovom poslednjem nastupu na ekranu). Gregori se pojavio zajedno sa Vitni Hjuston i Loretom Devajn u veoma uspešnom filmu Waiting to Exhale iz 1995. godine, i pored Hjustona, Denzela Vašingtona i Kortni B. Vens sledeće godine u filmu The Preacher's Wife. Na televiziji je glumio u sopstvenom sitkomu 1997. godine, The Gregory Hines Show, koji je trajao jednu sezonu na CBS-u, i imao je ponavljajuću ulogu Bena Duseta u Will & Grace.

## Lični život
Hajnsovi brakovi sa Patrišom Panelom i Pamelom Koslov okončani su razvodom. Imao je dvoje dece i pastorku.

## Smrt
Hajns je umro od raka jetre 9. avgusta 2003. na putu za bolnicu iz svog doma u Los Anđelesu. Bolest mu je dijagnozirana više od godinu dana ranije, ali je obavestio samo svoje najbliže prijatelje. U vreme njegove smrti, završavala se produkcija televizijske emisije Little Bill, a on je bio veren za bodibilderku Negritu Džejd, koja je živela u Torontu.
Njegova sahrana održana je u katoličkoj crkvi u Santa Monici u Kaliforniji. On je sahranjen na ukrajinskom katoličkom groblju Svetog Vladimira u Okvilu, Ontario.

## Filmografija
- (1968) — dete statista
- (1981) — Džozefus
- (1981) — Vitington
- (1983) — Rej Kasternak
- (1984) — Roler Skejter
- (1984) — Sandman Vilijams
- (1985) — Rejmond Grinvud
- (1985)
- [17] (1985)
- (1985) — on sam
- (1986) — Rej Hjuz
- (1988) — Albabi Perkins
- (1989) — Mask Vošington
- (1987) — on sam
- (1989) — on sam
- (1991) — pukovnik Džim Makvejd
- (1991) — Goldi
- (1991) — Len Madison mlađi
- (1992) — T Boun
- (1994) — Mark Janek / Džim Šeppard
- (1994) — vodnik Kas
- (1994)
- (1995, epizoda Beauty and the Beast) — čudovište/princ Koro (glas)
- (1995) — Barns
- (1995) — Marvin King
- (1996) — Bernard 'Bern' Lemli
- (1996) — Džuls Flamingo
- (1996) — Džo Hamilton
- (1996) — grobar / Džededaja Terner
- (1997) — Džek (segment „Manhattan Miracle”)
- (1998, epizoda Blue's Big Treasure Hunt) - Džek
- (1999) — Tajron Pajk
- (TV) (1999 to 2000) — Ben Duset
- (2000) — Robert (segment "Fantasies About Rebecca")
- (TV) (2000) — Ron Larson
- (2000) — Rafhaus
- (2001) — Bodžangls
- (2002)
- (TV) (2002) — Zik
- (2003) — Karl Helpert
- : (TV) (2003) — Džordan King
- (2003)
- (TV) (1999 do 2004, do njegove smrti) — Big Bil (finalni televizijski nastup)
- (2004) — on sam
- (2004) —  Daral Pumpkin (finalna filmska uloga; namenska proizvodnja)

## Spoljašnje veze
- Gregori Hajns на веб-сајту  (језик: енглески)
- Gregori Hajns на сајту Find a Grave (језик: енглески)